# Communauté de communes Aygues-Ouvèze en Provence
Die Communauté de communes Aygues-Ouvèze en Provence (CCAOP) ist ein französischer Gemeindeverband mit der Rechtsform einer Communauté de communes im Département Vaucluse in der Region Provence-Alpes-Côte d’Azur. Sie wurde am 31. Dezember 1992 gegründet und umfasst acht Gemeinden. Der Verwaltungssitz befindet sich im Ort Camaret-sur-Aigues.

## Mitgliedsgemeinden
| Gemeinde                                         | Einwohner 1. Januar 2022 | Fläche km² | Dichte Einw./km² | Code INSEE | Postleitzahl |
| ------------------------------------------------ | ------------------------ | ---------- | ---------------- | ---------- | ------------ |
| Camaret-sur-Aigues                               | 4.549                    | 17,53      | 259              | 84029      | 84850        |
| Lagarde-Paréol                                   | 321                      | 9,29       | 35               | 84061      | 84290        |
| Piolenc                                          | 5.679                    | 24,80      | 229              | 84091      | 84420        |
| Sainte-Cécile-les-Vignes                         | 2.639                    | 19,82      | 133              | 84106      | 84290        |
| Sérignan-du-Comtat                               | 2.896                    | 19,82      | 146              | 84127      | 84830        |
| Travaillan                                       | 721                      | 17,65      | 41               | 84134      | 84850        |
| Uchaux                                           | 1.702                    | 18,48      | 92               | 84135      | 84100        |
| Violès                                           | 1.745                    | 14,79      | 118              | 84149      | 84150        |
| Communauté de communes Aygues-Ouvèze en Provence | 20.252                   | 142,18     | 142              | –          | –            |